# Salute in Romania
La Romania è al quinto posto per mortalità in Europa, con 691 decessi per 100.000 abitanti, e al quarto posto per morti dovute a malattie trasmissibili secondo dati del 2015.

## Epatite
In Romania nel 2017 il 90% delle persone sieropositive al virus epatite B non sono consapevoli della loro sieropositività. 
Solo l'1% delle donne infette è sotto trattamento sanitario, con il rischio di trasmettere il virus al nascituro. 
Dopo Albania, Bielorussia la Romania è la nazione con più malati di HBV d'Europa, con circa 680.000 infettati.
L'Organizzazione mondiale della sanità pianifica di eliminare il virus dell'epatiti A, B, C, D e E per il 2030. 
Vaccinarsi alla nascita è l'unico modo per debellare la patologia, i bambini sieropositivi HbsAg a cinque anni di età sono circa lo 0,2%.

## Tubercolosi
17.283 persone soffrono di tubercolosi nel 2008. La percentuale di mortalità del 31,8 per 1.000 abitanti.

## HIV
Meno dell'1% della popolazione è portatrice del visrus HIV. La causa comune di infezione è l'uso di aghi infetti. Il primo caso di AIDS in Romania fu diagnosticato nel 1985, e nel 1989 il primo caso in un bambino. Tra il 1985 e il 2014 sono stati riscontrati 19.906 casi, 6.540 decessi (468 nuovi casi all'anno).

## Cause comuni di morte
La causa principale di morte nel 2004 erano le malattie cardiovascolari (62%), poi tumori (17%), disturbi gastrointestinali (6%), incidenti, traumi e avvelenamenti (5%), e malattie respiratorie (5%). Cause di morte da agenti esterni sono più comuni in Romania che nel resto d'Europa (4-5%). Un quinto della popolazione soffre di malattie trasmissibili o croniche.